# Trentepohlia fuscistigma
Trentepohlia fuscistigma är en tvåvingeart som beskrevs av Edwards 1928. Trentepohlia fuscistigma ingår i släktet Trentepohlia och familjen småharkrankar. Inga underarter finns listade i Catalogue of Life.